# Autobahnkreuz Kaiserberg
Das Autobahnkreuz Kaiserberg (Abkürzung: AK Kaiserberg; Kurzform: Kreuz Kaiserberg, bis März 1992: Kreuz Duisburg-Kaiserberg), im Volksmund meist seiner Bauart entsprechend der Spaghettiknoten genannt, ist ein Autobahnkreuz in Nordrhein-Westfalen in der Metropolregion Rhein-Ruhr. Es verbindet die Bundesautobahn 3 (von der niederländischen Grenze über Oberhausen, Köln, Frankfurt am Main, Würzburg nach Passau an der österreichischen Grenze) mit der Bundesautobahn 40 (Ruhrschnellweg, von der niederländischen Grenze über Moers und Essen nach Bochum).

## Geografie
Das Autobahnkreuz liegt auf dem Stadtgebiet der Großstadt Duisburg, im Osten des bis zu 75 m ü. NN hohen Kaiserberges. Westlich befindet sich der Stadtteil Duissern und im Süden liegt der Duisburger Zoo. Nördlich verläuft die Ruhr mit dem vorgelagerten Ruhrdeich und einem Hochbunker, der sich unmittelbar neben der Autobahn befindet.
Umliegende Städte sind Mülheim an der Ruhr und Oberhausen. Das Autobahnkreuz befindet sich etwa 3 Kilometer östlich der Duisburger Innenstadt, etwa 25 Kilometer nördlich von Düsseldorf und etwa 15 Kilometer westlich von Essen.
Sowohl auf der A 3 als auch auf der A 40 trägt das Autobahnkreuz Kaiserberg die Anschlussstellennummer 14.

## Geschichte
Das Autobahnkreuz entstand ab Oktober 1966, mit der Freigabe für den Verkehr abschnittsweise von April bis Juni 1969 wurde auch der Anschluss des Ruhrschnellwegs (bis dahin Bundesstraße 60) im östlichen Bereich in Betrieb genommen. 1974 wurde der westliche Abschnitt der damaligen A 2 und heutigen A 40 zwischen dem Kreuz Duisburg und dem neuen Autobahnkreuz fertiggestellt.
Bis April 1992 wurde die A 40 östlich des Kreuz Kaiserberg als Bundesautobahn 430 und westlich als Bundesautobahn 2 geführt. Nördlich verlief die A 3 gemeinsam mit der A 2 bis zum Autobahnkreuz Oberhausen.
Das Autobahnkreuz hieß bis damals offiziell Duisburg-Kaiserberg und wurde 1992 in Kaiserberg umbenannt. Die Umbenennungen der Autobahnen und des Autobahnkreuzes waren erforderlich, da es keine Doppelnennungen geben soll (Anschlussstelle Duisburg-Kaiserberg und Autobahnkreuz Duisburg-Kaiserberg) und auch keine Streckenabschnitte mit doppelten Streckenbezeichnungen belegt sein sollten (A 2/A 3), wie dies heute noch z. B. bei der A 1/A 61 der Fall ist.

### Aus- und Umbau
Seit Dezember 2022 wird das Autobahnkreuz umfassend saniert. Dies umfasst alle Brücken im Kreuz, zusätzlich erhalten beide Autobahnen im Kreuz einen zusätzlichen Fahrstreifen. Zudem werden einige Verbindungsrampen des Kreuzes den heutigen Verkehrsstandards angepasst.

Autobahnkreuz Kaiserberg nach dem Umbau

## Bauart
Die acht Verbindungsrampen des auch lokal als „Spaghettiknoten“ bezeichneten Autobahnkreuzes sind ausschließlich als kreuzungsfreie Punkt-zu-Punkt-Verbindungen in freier Wegführung ausgeführt. Aufgrund der beengten Platzverhältnisse und der in spitzem Winkel kreuzenden Autobahnen verlaufen sie mit zahlreichen aufwändigen Brückenkonstruktionen in drei Stockwerken größtenteils im schmalen Bereich zwischen den zwei Autobahnen, wobei sich sämtliche Verbindungen südlich und östlich des Brückenbauwerks befinden, auf dem die A 3 die A 40 überquert.
Im Osten schließt die Anschlussstelle Duisburg-Kaiserberg an der A 40 unmittelbar an das Autobahnkreuz an. Sie nutzt die Ein- und Ausfahrbereiche und Verteilerfahrbahnen des Kreuzes mit.
Im nördlichen Bereich kreuzen zwei Innerortsstraßen sowie insgesamt zehn Eisenbahnbrücken (zwei derzeit ohne Gleis) der Bahnstrecke Duisburg–Oberhausen und der Bahnstrecke Duisburg–Mülheim (Ruhr), westlich des Kreuzes verlaufen zwei weitere zweigleisige Eisenbahnstrecken. Zwischen dem Autobahnkreuz und der Anschlussstelle kreuzt eine weitere Straße, und südlich wird die A 3 von einer Landschaftsbrücke des Zoos überführt.

## Ausbauzustand
Die A 3 ist im Bereich des Autobahnkreuzes im Bereich zwischen Ausfahrt und Einfahrt vierstreifig, mit dem seit 2022 laufendem Umbau soll der Ausbau sechsstreifig werden.
Die A 40 ist im Bereich des Autobahnkreuzes im Bereich zwischen Ausfahrt und Einfahrt vierstreifig ausgebaut, soll jedoch mit dem Umbau ebenfalls sechsstreifig werden. Zudem ist seit dem Jahr 2014 die A 40 vom Kreuz Duisburg bis zum Kreuz Kaiserberg (in Richtung Essen) vierstreifig ausgebaut, wobei allerdings der Standstreifen fehlt. Der sechsstreifige Ausbau der A 40 auf der Essener Seite wird im Bundesverkehrswegeplan als „vordringlicher Bedarf“ geführt.
Alle Verbindungsrampen sind einstreifig, abgesehen von den Rampen, die als Verteiler fungieren.

## Verkehrsaufkommen
Das Kreuz wird täglich von rund 187.000 Fahrzeugen befahren.
| Von                        | Nach                          | Durchschnittliche tägliche Verkehrsstärke | Durchschnittliche tägliche Verkehrsstärke | Durchschnittliche tägliche Verkehrsstärke | Anteil Schwerlastverkehr | Anteil Schwerlastverkehr | Anteil Schwerlastverkehr |
| Von                        | Nach                          | 2005                                      | 2010                                      | 2015                                      | 2005                     | 2010                     | 2015                     |
| -------------------------- | ----------------------------- | ----------------------------------------- | ----------------------------------------- | ----------------------------------------- | ------------------------ | ------------------------ | ------------------------ |
| AS Oberhausen-Lirich (A 3) | AK Kaiserberg                 | 108.500                                   | 126.800                                   | 110.500                                   | 14,9 %                   | 13,1 %                   | 11,4 %                   |
| AK Kaiserberg              | AS Duisburg-Wedau (A 3)       | keine Daten                               | 097.600                                   | 105.000                                   | keine Daten              | 11,3 %                   | 10,2 %                   |
| AK Duisburg (A 40)         | AK Kaiserberg                 | 092.300                                   | 101.300                                   | 101.300                                   | 11,7 %                   | 12,8 %                   | 12,8 %                   |
| AK Kaiserberg              | AS Duisburg-Kaiserberg (A 40) | 093.500                                   | 085.300                                   | 056.800                                   | 09,4 %                   | 08,3 %                   | 08,7 %                   |